# Salvia herbanica
Salvia herbanica A.Santos & M. Fernández – gatunek rośliny z rodziny jasnotowatych (Lamiaceae Lindl.). Występuje endemicznie na hiszpańskiej wyspie Fuerteventura w archipelagu Wysp Kanaryjskich.

## Biologia i ekologia
Występuje w górach w środkowo-południowej części wyspy Fuerteventura. Rośnie na wysokości od 250 do 450 m n.p.m.
Znany jest z dziesięciu subpopulacji. Rośnie w miejscach w dobrym nasłonecznieniu na bazaltowych klifach, z tendencją do szukania schronienia w miejscach trudno dostępnych. W przeszłości gatunek ten prawdopodobnie był częścią zespołu roślinności Lycia intricati-Euphorbietum balsamiferae associations, ale obecnie niemal zniknął z tego obszaru. Najczęściej towarzyszą mu takie gatunki jak: Kleinia neriifolia, Lycium intricatum i Launaea arborescens, a także niektóre terofity.
Gatunek jest dobrze przystosowany do życia w suchych warunkach – potrafi wytrzymać długi czas bez wody. Rośliny wydają liczne nasiona, jednak procent kiełkowania nasion jest ogólnie niski (5–10%), ale może wzrosnąć w czasie ulewnego deszczu. Zapylana jest przez błonkoskrzydłe i motyle. Problem stanowi również żerowanie na nasionach przez gatunek muchówek – Oxyaciura tibialis z rodziny Tephritidae.

## Ochrona
W Czerwonej księdze gatunków zagrożonych został zaliczony do kategorii CR – gatunków krytycznie zagrożonych wyginięciem. Gatunek został sklasyfikowany w tej kategorii, ponieważ ma ograniczony i rozdrobniony zasięg występowania. Występuje na obszarze o powierzchni mniejszej niż 10 km². Całkowita liczebność populacji wynosi 212 osobników (mniej niż 50 okazów w każdej z subpopulacji). Następuje ciągły spadek jakości siedlisk, a także maleje liczebność populacji, głównie ze względu na presję ze strony zwierząt roślinożernych – są to głównie zwierzęta domowe, takie jak kozy i owce, oraz dzikie (króliki i prawdopodobnie także wiewiórki). Negatywne skutki powodują również długotrwałe susze, które powodują gorsze kiełkowanie nasion, jak i niestabilność geologiczną obszarów, na którym występuje gatunek.
Co najmniej 50 osobników znajduje się w miejscach całkowicie niedostępnych i dlatego też może tam swobodnie rosnąć i się rozmnażać. Natomiast w miejscach łatwiej dostępnych starsze okazy często są okaleczone przez zwierzęta roślinożerne, w związku z tym gatunek ciężko się rozwija w tych warunkach. Również ze względu na fitofagi słabo się rozwijają młode sadzonki, przez co w tych okolicznościach szanse na rekolonizację są praktycznie żadne.
Salvia herbanica został wymieniony w załączniku I Konwencji Berneńskiej. Ma też status gatunku "En peligro de extinción" w krajowym katalogu gatunków zagrożonych oraz w katalogu gatunków chronionych na Wyspach Kanaryjskich.
Tylko sześć z dziesięciu znanych populacji znajduje się na obszarach chronionych SCI – pięć w Monumento Natural de los Cuchillos de Vigán and SCI Pozo Negro oraz jedna w Monumento Natural de Montaña Cardones. Nasiona są przechowywane w banku nasion Ogrodu Botanicznego Viera y Clavijo oraz w serwisie biodywersyfikacji Viceconsejería de Medio Ambiente.